# Gheorghe Pănculescu (inginer)
Gheorghe Pănculescu (n. 1844, Vălenii de Munte – d. 1924) a fost un inginer român născut în Vălenii de Munte, județul Prahova.

## Recunoaștere

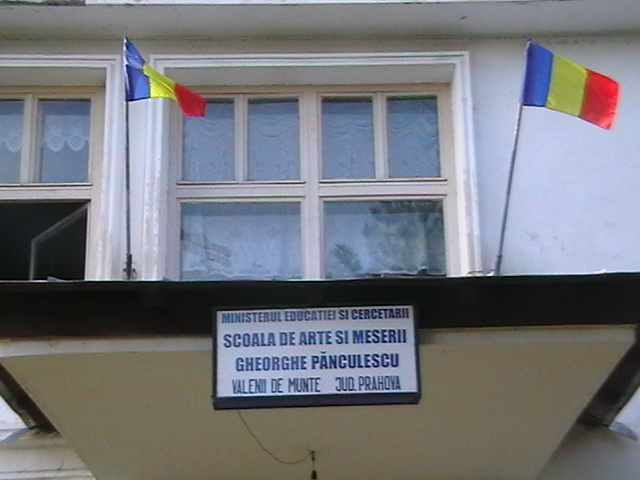
Școala de Arte și Meserii „Gheorghe Pănculescu” din Vălenii de Munte

La 15 septembrie 2004, în timpul unei ceremonii oficiale, o școală locală din Vălenii de Munte, datând din 1774, a primit numele de „Școala de Arte și Meserii Gheorghe Pănculescu”, în semn de recunoaștere a geniului inventatorului născut în acest oraș.